# Claudius (Name)
Claudius ist ein Gentil-, Vor- und Familienname.

## Herkunft und Bedeutung
Der Name Claudius geht auf einen römischen Gentilnamen zurück. In früherer Zeit wurde er häufig mit dem lateinischen claudus (hinkend, lahm) in Verbindung gebracht. Diese Deutung wird von der aktuellen Forschung indes abgelehnt. Nun wird angenommen, dass Claudius ein Name mit unbekannter Herkunft und unbekannter Bedeutung ist.
In Deutschland wurde Claudius in der Zeit des Humanismus als Name des römischen Kaisers Claudius beliebt.

## Namensträger

### Vorname
Altertum und Mittelalter
- Claudius Ptolemäus (um 100–150), griechischer Mathematiker, Geograph und Astronom, siehe Ptolemäus
- Claudius Aelianus (* um 170; † nicht vor 222), römischer Sophist und Lehrer der Rhetorik
- Claudius (Hausmeier) (für 606 im Amt belegt), merowingischer Hausmeier romanscher Abstammung
- Claudius von Condat († 696), Abt und Erzbischof von Besançon
- Claudius von Tanger, nordafrikanischer Märtyrer, Sohn des Marcellus von Tanger
- Claudius von Turin († um 827), spanisch-italienischer Bischof

Neuzeit
- Claudius (Äthiopien) (1521/1522–1559), Kaiser von Äthiopien
- Claudius Alzner (1930–2002), österreichischer Orchestermusiker, Bandleader und Filmkomponist
- Claudius Franz Le Bauld de Nans (1767–1844), General im preußischen Ingenieurkorps
- Claudius Bruns (* 1975), deutscher Kabarettist, Liedermacher, Pianist und Autor
- Claudius Dreilich (* 1970), deutscher Rockmusiker
- Claudius Gros (* 1961), deutscher Physiker
- Claudius Hollyband (1534–1594), britischer Romanist, Fremdsprachendidaktiker und Lexikograf
- Claudius Kraushaar (1878–1955), österreichischer Theaterintendant
- Claudius Lazzeroni (* 1965), deutscher Designer und Hochschullehrer
- Claudius Florimund Mercy (1666–1734), kaiserlicher Feldmarschall
- Claudius Nießen (* 1980), deutscher Autor, Herausgeber und Kulturmanager
- Claudius Popelin (1825–1892), französischer Schriftsteller, Historien- und Porträtmaler sowie Emailleur
- Claudius Reimann (* 1969), deutscher Saxophonist
- Claudius James Rich (1787–1821), Reisender, Linguist und Antikensammler
- Claudius Salmasius (1588–1653), französischer Altphilologe und Universalgelehrter
- Claudius von Schwerin (1880–1944), deutscher Jurist, Rechtshistoriker und Hochschullehrer
- Claudius Stein (* 1978), deutscher Archivar und Historiker
- Claudius Tanski (* 1959), deutscher Pianist und Hochschullehrer
- Claudius Valk (* 1966), deutscher Jazzsaxophonist, -klarinettist und -flötist
- Claudius Winterhalter (* 1953), deutscher Orgelbauer

### Familienname
- Eduard Claudius (1911–1976), deutscher Schriftsteller und Diplomat
- Erich Claudius (1889–1940), deutscher Regisseur, Schauspieler und Filmschaffender
- F. C. Claudius (1806–1879), deutscher Schriftsteller, siehe Karl Ferdinand Dräxler
- Friedrich Matthias Claudius (auch Matthias Claudius; 1822–1869), deutscher Anatom
- Friedrich Matthias Jacobus Claudius (1789–1862), deutscher Jurist und Ratsherr
- Georg Carl Claudius (1757–1815), deutscher Schriftsteller und Librettist
- Hermann Claudius (1878–1980), deutscher Schriftsteller
- Leslie Claudius (1927–2012), indischer Hockeyspieler
- Linny Claudius (1876–1952), deutsche Frauenrechtlerin, Lehrerin und Politikerin (DDP)
- Marieluise Claudius (1912–1941), deutsche Schauspielerin
- Matthias Claudius (1740–1815), deutscher Lyriker und Journalist
- Matthias Claudius (1822–1869), deutscher Anatom, siehe Friedrich Matthias Claudius
- Matthias Claudius (1865–1931), deutscher Schauspieler, siehe Mathias Claudius (Schauspieler)
- Michael Müller-Claudius (Franz Ludwig Müller; 1888–nach 1955), deutscher Psychologe, Pädagoge und Publizist
- Otto Karl Claudius (1794–1877)deutscher Kantor, Chorleiter und Komponist
- Sophus Claudius (1815–1883), deutscher Dekorations- und Landschaftsmaler
- Wilhelm Claudius (1854–1942), deutscher Maler, Zeichner und Illustrator

### Kaiser
- Claudius, 41–54, auch bekannt als Claudius I.
- Claudius Gothicus, 268–270, auch bekannt als Claudius II. Gothicus

### Gentilname
- Appius Claudius Caecus († 273 v. Chr.), Politiker und Staatsmann der Römischen Republik
- Appius Claudius Caudex, römischer Konsul 264 v. Chr.
- Claudius Augustanus, römischer Centurio
- Claudius Hieronymianus, römischer Statthalter
- Claudius Iulianus (Präfekt), römischer Politiker, Praefectus Aegypti 203 bis 206
- Claudius Iulianus (Suffektkonsul 238), römischer Politiker, Suffektkonsul 238
- Appius Claudius Iulianus, römischer Politiker, Konsul 224
- Flavius Claudius Iulianus (331/332–363), römischer Kaiser 360 bis 363, siehe Julian (Kaiser)
- Tiberius Claudius Iulianus, römischer Politiker, Suffektkonsul 154
- Claudius Iustinus, römischer Centurio
- Appius Claudius Crassus (Konsul 471 v. Chr.), römischer Politiker
- Appius Claudius Crassus (Konsul 349 v. Chr.) († 349 v. Chr.), römischer Politiker
- Appius Claudius Pulcher (Konsul 212 v. Chr.)  (vor 250 v. Chr.–211 v. Chr.), römischer Politiker
- Appius Claudius Pulcher (Konsul 185 v. Chr.) († nach 185 v. Chr.), römischer Politiker
- Appius Claudius Pulcher (Konsul 143 v. Chr.) (vor 180 v. Chr.–um 130 v. Chr.), römischer Politiker
- Appius Claudius Pulcher (Suffektkonsul 130 v. Chr.), römischer Politiker
- Appius Claudius Pulcher (Konsul 79 v. Chr.)  (vor 125 v. Chr.–76 v. Chr.?), römischer Politiker
- Appius Claudius Pulcher (Konsul 54 v. Chr.) (um 97 v. Chr.–48 v. Chr.), römischer Politiker
- Appius Claudius Pulcher (Konsul 38 v. Chr.) († nach 32 v. Chr.), römischer Politiker
- Appius Claudius Sabinus Inregillensis, Begründer der gens Claudia, Konsul 495 v. Chr.
- Aulus Claudius Charax, römischer Suffektkonsul 147
- Gaius Claudius Attalus Paterculianus, römischer Suffektkonsul
- Gaius Claudius Canina, römischer Konsul 285 v. Chr. und 273 v. Chr.
- Gaius Claudius Centho (Konsul 240 v. Chr.), römischer Politiker, Zensor 225 v. Chr. und Diktator 213 v. Chr.
- Gaius Claudius Centho (Legat), Vertreter der römischen Nobilität, Legat 200 v. Chr.
- Gaius Claudius Marcellus (Prätor 80 v. Chr.), römischer Politiker
- Gaius Claudius Marcellus (Konsul 50 v. Chr.) († 40 v. Chr.), römischer Politiker, Konsul 50 v. Chr.
- Gaius Claudius Marcellus (Konsul 49 v. Chr.) (* vor 92 v. Chr.), römischer Politiker, Konsul 49 v. Chr.
- Gaius Claudius Nero, römischer Politiker, Konsul 207 v. Chr.
- Gaius Claudius Pulcher (Konsul 177 v. Chr.) († 167 v. Chr.), römischer Senator
- Gaius Claudius Pulcher (Konsul 92 v. Chr.), römischer Politiker
- Gaius Claudius Pulcher (Prätor 56 v. Chr.), römischer Politiker
- Gaius Claudius Severus, römischer Suffektkonsul 112
- Gnaeus Claudius Severus (Konsul 173) (um 133–nach 176), römischer Politiker und Senator
- Gnaeus Claudius Severus (Konsul 235), römischer Politiker und Senator
- Gnaeus Claudius Severus Arabianus (um 113–nach 176), römischer Politiker, Senator und Philosoph
- Lucius Claudius Proculus Cornelianus, römischer Konsul 139
- Lucius Tiberius Claudius Pompeianus, römischer Konsul 231
- Marcus Claudius Fronto († 170), römischer Senator und Militär
- Marcus Claudius Glicia, römischer Diktator im Jahr 249 v. Chr.
- Marcus Claudius Marcellus (Konsul 331 v. Chr.), römischer Politiker
- Marcus Claudius Marcellus (Konsul 287 v. Chr.), römischer Politiker
- Marcus Claudius Marcellus (Feldherr) (genannt das Schwert Roms; um 268 v. Chr.–208 v. Chr.), römischer Politiker und General
- Marcus Claudius Marcellus (Konsul 196 v. Chr.) († 177 v. Chr.), römischer Politiker, Zensor 189 v. Chr.
- Marcus Claudius Marcellus (Konsul 183 v. Chr.) († 169 v. Chr.?), römischer Politiker
- Marcus Claudius Marcellus (Konsul 166 v. Chr.) (um 208 v. Chr.–148 v. Chr.), römischer Politiker und Feldherr, Konsul 166 v. Chr., 155 v. Chr. und 152 v. Chr.
- Marcus Claudius Marcellus (Prätor), römischer Feldherr
- Marcus Claudius Marcellus (Konsul 51 v. Chr.) (95 v. Chr.?–45 v. Chr.), römischer Politiker
- Marcus Claudius Marcellus (Neffe des Augustus) (42 v. Chr.–23 v. Chr.), Neffe und Schwiegersohn des Augustus
- Marcus Claudius Marcellus Aeserninus (vor 78 v. Chr.–nach 17 v. Chr.), römischer Politiker, Konsul 22 v. Chr.
- Marcus Claudius Menander, römischer Offizier (Kaiserzeit)
- Marcus Claudius Regulus, römischer Offizier (Kaiserzeit)
- Marcus Claudius Restitutus, römischer Offizier (Kaiserzeit)
- Publius Claudius Iustus, römischer Offizier (Kaiserzeit)
- Publius Claudius Pulcher (Konsul 249 v. Chr.), römischer Politiker und Feldherr
- Publius Claudius Pulcher (Konsul 184 v. Chr.), römischer Politiker
- Publius Claudius Pulcher (um 92 v. Chr.–52 v. Chr.), römischer Politiker, änderte seinen Namen in Publius Clodius Pulcher
- Publius Claudius Pulcher (Prätor), Prätor wohl nach 31 v. Chr.
- Quintus Claudius Acilianus, römischer Prätor der späten Kaiserzeit
- Quintus Claudius Ferox Aeronius Montanus, römischer Ritter (Kaiserzeit)
- Quintus Claudius Quadrigarius, römischer Historiker
- Tiberius Claudius Africanus, römischer Offizier (Kaiserzeit)
- Tiberius Claudius Agricola, römischer Offizier (Kaiserzeit)
- Tiberius Claudius Agrippa, römischer Offizier (Kaiserzeit)
- Tiberius Claudius Alpinus, römischer Offizier (Kaiserzeit)
- Tiberius Claudius Apollinaris, römischer Offizier (Kaiserzeit)
- Tiberius Claudius Aristokles, antiker griechischer Philosoph
- Tiberius Claudius Atticus, römischer Offizier (Kaiserzeit)
- Tiberius Claudius Atticus Herodes, römischer Suffektkonsul 132
- Tiberius Claudius Balbillus, römischer Astrologe
- Tiberius Claudius Bradua Atticus, römischer Konsul 185
- Tiberius Claudius Candidus, römischer Ritter und Senator
- Tiberius Claudius Claudianus (Suffektkonsul), römischer Politiker, Statthalter und Suffektkonsul 199 oder 200 n. Chr.
- Tiberius Claudius Claudianus (Ritter), römischer Offizier
- Tiberius Claudius Eudaemon, kaiserlicher Freigelassener
- Tiberius Claudius Fatalis, römischer Centurio (Kaiserzeit)
- Tiberius Claudius Fortis, römischer Kommandeur
- Tiberius Claudius Frontinus Niceratus, römischer Senator
- Tiberius Claudius Gordianus, römischer Suffektkonsul (Kaiserzeit)
- Tiberius Claudius Ilus, römischer Offizier (Kaiserzeit)
- Tiberius Claudius Iustinus, römischer Offizier (Kaiserzeit)
- Tiberius Claudius Iustus, römischer Offizier (Kaiserzeit)
- Tiberius Claudius Marcellus, römischer Offizier (Kaiserzeit)
- Tiberius Claudius Maximus, römischer Soldat
- Tiberius Claudius Maximinus, römischer Offizier (Kaiserzeit)
- Tiberius Claudius Nero (Konsul 202 v. Chr.), römischer Politiker
- Tiberius Claudius Nero (Prätor 178 v. Chr.), römischer Gesandter in Kleinasien und Rhodos
- Tiberius Claudius Nero (Prätor 167 v. Chr.), römischer Statthalter von Sizilien
- Tiberius Claudius Nero (Legat), römischer Politiker, Legat 67 v. Chr.
- Tiberius Claudius Nero (Prätor 42 v. Chr.) (um 85 v. Chr.–um 33 v. Chr.), römischer Senator, Vater des Kaisers Tiberius
- Tiberius Claudius Nero, Geburtsname von Tiberius (42 v. Chr.–37 n. Chr.), römischer Kaiser
- Tiberius Claudius Nero Germanicus, Geburtsname von Claudius (10 v. Chr.–54 n. Chr.), römischer Kaiser
- Tiberius Claudius Numidicus, römischer Offizier (Kaiserzeit)
- Tiberius Claudius Parthenius, Günstling, Kämmerer (Cubicularius) und einer der Mörder des römischen Kaisers Domitian
- Tiberius Claudius Paullinus (Konsul 162), römischer Politiker und Senator
- Tiberius Claudius Paullinus (Statthalter), römischer Politiker und Senator
- Tiberius Claudius Pedo, römischer Offizier (Kaiserzeit)
- Tiberius Claudius Pollio (Agoranom), Agoranom, undatiert
- Tiberius Claudius Pollio (Eques), römischer Offizier, 1. Jahrhundert
- Tiberius Claudius Pompeianus, römischer Konsul 173 und Militär
- Claudius Pompeianus Quintianus, Verschwörer gegen Kaiser Commodus
- Tiberius Claudius Quintianus, römischer Konsul 235
- Tiberius Claudius Rufus, römischer Offizier (Kaiserzeit)
- Tiberius Claudius Sacerdos Iulianus, römischer Suffektkonsul 100
- Tiberius Claudius Saethida Caelianus, römischer Senator
- Tiberius Claudius Saturninus, römischer Suffektkonsul 141
- Tiberius Claudius Serenus, römischer Offizier (Kaiserzeit)
- Tiberius Claudius Servilius Geminus, römischer Statthalter (Kaiserzeit)
- Tiberius Claudius Severus Proculus, römischer Konsul 200
- Tiberius Claudius Soter, römischer Maler
- Tiberius Claudius Tricorusius, römischer Offizier (Kaiserzeit)
- Tiberius Claudius Ulpianus (Centurio), römischer Centurio (Kaiserzeit)
- Tiberius Claudius Ulpianus (Tribunus), römischer Offizier (Kaiserzeit)
- Tiberius Claudius Valerius, römischer Offizier (Kaiserzeit)
- Tiberius Claudius Vitalis, römischer Centurio (Kaiserzeit)
- Tiberius Claudius Zeno Ulpianus, römischer Offizier
- Tiberius Claudius Zosimus, kaiserlicher Freigelassener
- Titus Antonius Claudius Alfenus Arignotus, römischer Offizier (Kaiserzeit)
- Tiberius Claudius Secundinus Lucius Statius Macedo, römischer Offizier (Kaiserzeit)